# علی‌اصغر دشتی
علی‌اصغر دشتی (زاده ۱۳۵۵) نویسنده و کارگردان تئاتر اهل ایران است. او مؤسس و سرپرست گروه تئاتر دن کیشوت است.

## تحصیلات
- دیپلم نمایش از هنرستان هنرهای سینمایی نمایشی یزد؛ ۱۳۷۴‏
- کارشناسی طراحی صحنه تئاتر از دانشکده هنر و معماری دانشگاه آزاد تهران- ۱۳۸۱
- کارشناسی ارشد کارگردانی تئاتر از دانشگاه تربیت مدرس ایران-۱۳۸۴‏

## فعالیت‌ها
آغاز فعالیت هنری از سال۱۳۷۰
- بازی در نمایش «خرمگس» به کارگردانی ولی جلیلیان-یزد (جشنواره تئاتر استانی)-۱۳۷۱
- طراحی صحنه و کارگردانی نمایش «حیله روباه» یزد-۱۳۷۲
- طراحی صحنه و کارگردانی نمایش «قابیل» یزد (جشنواره تئاتر استانی)، کرمان (جشنواره تئاتر منطقه ای)-۱۳۷۳
- طراحی صحنه و کارگردانی نمایش «آنکه گفت آری-آنکه گفت نه» یزد-۱۳۷۴
- نویسندگی؛ طراحی صحنه و کارگردانی نمایش «سردباد» اصفهان (جشنواره تئاتر آتشکار)-یزد-۱۳۷۵
- طراحی صحنه و کارگردانی نمایش «ننه دلاور و فرزندان او» تهران (دانشکده هنر و معماری)-۱۳۷۶
- نویسندگی طراحی صحنه و کارگردانی نمایش خیابانی «دست وپا فروش» تهران (جشنواره بین‌المللی فجر)-۱۳۷۸
- نویسندگی طراحی صحنه و کارگردانی نمایش عروسکی «خیمه شکسته» تهران (جشنواره تئاتر عروسکی دانشجویی)-۱۳۷۹
- نویسندگی طراحی صحنه و کارگردانی نمایش عروسکی خیابانی «خیمه شکسته» تهران (جشنواره بین‌المللی تئاتر عروسکی)-۱۳۷۹
- نویسندگی، طراحی صحنه و کارگردانی نمایش «نقل شبیه خوانی زن» تهران؛ جشنواره نمایش‌های آئینی-سنتی (تالار سنگلج)-۱۳۸۱
- نویسندگی، طراحی صحنه و کارگردانی نمایش «کافی شاپ/داخلی/شب» تهران (خانه نمایش اداره تئاتر)-اهواز (جشنواره بین‌المللی تئاتر ایران زمین)؛ ۱۳۸۳
- طراحی صحنه و کارگردانی نمایش «مجلس شبیه خوانی شازده کوچولو»[۵] تهران؛ جشنواره بین‌المللی نمایش‌های آئینی –سنتی (تئاتر شهر، تالار نو)-۱۳۸۳
- طراحی صحنه و کارگردانی نمایش «دن کیشوت» تهران؛ جشنواره بین‌المللی تئاتر فجر (تئاتر شهر، تالار قشقایی)- ۱۳۸۴
- اجرای نمایش «دن کیشوت» در فستیوال بین‌المللی هنر آسیا؛ اسپانیا (مادرید-بارسلونا)؛ ۲۰۰۵
- طراحی صحنه و کارگردانی (مشترک با نسیم احمد پور) نمایش «پینوکیو» تهران (تئاتر شهر، تالار قشقایی)-۱۳۸۶
- اجرای نمایش «پینوکیو» در فستیوال تئاتر روهر-آلمان (مولهایم)؛ ۲۰۰۷
- طراح صحنه نمایش «چنگار» به کارگردانی «مسعود ترغبی» تهران-۱۳۸۳
- نویسند فیلمنامه فیلم مستند"در تهران تئاتر درمی‌آورند"به کارگردانی"طاها پارسا شجاع نوری"۱۳۸۶
- دستیار کارگردان در نمایش «تهرن» به کارگردانی «محمود استاد محمد» تهران-۱۳۸۶–۱۳۸۷
- طراحی صحنه و کارگردانی نمایش «ملانصرالدین» با دراماتورژی «نسیم احمدپور» تهران، جشنواره تئاتر فجر؛ ۱۳۸۷، تهران تالار مولوی (اجرای عموم)؛ ۱۳۸۸
- طراحی صحنه نمایش «کافه مک ادم» به کارگردانی «محمود استاد محمد» تهران (تئاتر شهر، تالار چهارسو)؛ ۱۳۸۹
- طراحی و کارگردانی پرفورمنس: «الف ب پ…» تهران، گالری ایست؛ ۱۳۹۰(در برنامه سی روز، سی هنرمند، سی پرفورمنس)
- کارگردانی نمایش «رپرتواری از آثار گروه تئاتر دن کیشوت با رونمایی از محسن» با طراحی ایده و دراماتورژی «نسیم احمد پور» تهران، تئاتر شهر، تالار چهارسو؛ ۱۳۹۰
- کارگردانی نمایشنامه خوانی «ارکیده‌ها در مهتاب» نوشته «کارلوس فوئنتس» تهران، خانه هنرمندان، تالار انتظامی؛ ۱۳۹۰
- طراحی صحنه و کارگردانی بخش «تل» در پروژه بین‌المللی «تل/ضحاک» کار مشترک گروه تئاتر دن کیشوت از ایران و گروه تئاتر مس اند فیبر سوئیس. اجرا شده در آلتدورف سوئیس و همچنین فستیوال تئاتر اشپیگتاگل زوریخ:۲۰۱۲
- طراحی و کارگردانی "پرفورمنس ٱ ٲ ٳ ٴ ٵ ٶ ٷ ٸ ٹ ٺ ٻ ټ ٽ پ ٿ ڀ ..."تهران، گالری ایست، ۱۳۹۱(در برنامه سی روز، سی هنرمند، سی پرفورمنس)
- طراحی و کارگردانی نمایش «در انتظار گود، یک نمایش سیاسی-اجتماعی-فرهنگی» جشنواره تئاتر دانشگاهی (بخش اساتید)۱۳۹۳
- طراحی و کارگردانی نمایش «متاستاز»[۶] تهران (برج آزادی، تئاتر شهر، تماشاخانه باران، سالن اکو، سالن رودکی، تماشاخانه ارغنون، تالار مولوی)۱۳۹۴
- کارگردانی کنسرت-نمایش «سی» به خوانندگی همایون شجریان؛ فضای باز کاخ سعد آباد؛ ۱۳۹۶
- طراحی و کارگردانی نمایش «نامبرده» تهران، تماشاخانه ایرانشهر؛ ۱۳۹۷
- طراحی و کارگردانی نمایش «زیراکس» تهران، تالار حافظ؛ ۱۳۹۸
- طراحی و کارگردانی اجرای آنلاین «iki انسان رادیکال» در پلتفرم zoom ؛۱۴۰۰

## تالیفات
- تألیف کتاب «شبیه کوچولو»[۷] (بررسی تطبیق و تبدیل داستان شازده کو چولو به مجلس شبیه خوانی)،انتشارات نمایش-۱۳۸۳
- تألیف پایان‌نامه مقطع کارشناسی با عنوان"به کارگیری تکنیک‌های فاصله گذاری در طراحی صحنه"-۱۳۸۱
- تألیف پایان‌نامه مقطع کارشناسی ارشد با عنوان"بررسی بازتاب تکنیک‌های شبیه خوانی (تعزیه) در تئاتر معاصر ایران"-۱۳۸۴
- چاپ مقاله علمی- پژوهشی"کارکرد قراردادهای زمانی-مکانی در شبیه خوانی"-فصلنامه تئاتر؛ ۱۳۸۶
- چاپ مقاله علمی – پژوهشی با عنوان «معنا باختگی عنوان تئاتر تجربی در گفتمان امروز تئاتر ایران»منتشر شده در کتاب مجموعه مقالات بیست و هشتمین جشنواره بین‌المللی تئاتر فجر؛ ۱۳۸۸

## سوابق تدریس
- سابقه تدریس در دانشکده هنرهای زیبا دانشگاه تهران
- سابقه تدریس در دانشکده‌های سینما-تئاتر دانشگاه هنر
- سابقه تدریس در دانشکده هنر دانشگاه سوره تهر ان
- سابقه تدریس در دانشکده هنر و معماری دانشگاه آزاد
- سابقه تدریس در دانشگاه هنر شیراز
- سابقه تدریس در آموزشگاه بازیگری حمید سمندریان (بازیگری)
- سابقه تدریس در مؤسسه بین‌الملل بامداد (کارگردانی و بازیگری)
- سابقه تدریس در مدرسه آزاد بازیگری مسعود کیمیایی (بازیگری)
- سابقه تدریس در آموزشگاه چهارسو  (کلاس‌های آمادگی کنکور عملی نمایش)
- سابقه تدریس در مؤسسه «اینجا» (بازیگری)
- سابقه تدریس در آکادمی هنرهای اجرایی افرا (بازیگری-کارگردانی)
- سابقه تدریس درخانه هنر مد (کارگردانی-بازیگری)
- سابقه تدریس در مدرسه سه نقطه (بازیگری)
- سابقه تدریس در مؤسسه دایره سفید (کارگردانی)

## داوری‌ها
- داور سه دوره جشن بازیگر، انجمن بازیگران خانه تئاتر ایران برای انتخاب بهترین بازیگر سال؛ ۱۳۸۶، ۱۳۸۹ و ۱۳۹۰
- داور بخش انتخاب آثار جشنواره تئاتر تجربه دانشگاه تهران
- داور بخش انتخاب متون جشنواره تئاتر تک فرهنگسرای نیاوران
- داور پانزدهمین جشنواره تئاتر تجربه دانشگاه تهران ۱۳۹۲
- عضو شورای انتخاب آثار هفدهمین جشنواره بین‌المللی تئاتر دانشگاهی ۱۳۹۳
- داور نوزدهمین دوره جشنواره بین‌المللی تئاتر دانشجویی ۱۳۹۵
- داور چندین دوره از جشنواره مونولوگ دانشجویی دانشکده سینما تئاتر دانشگاه تهران
- داور جشنواره تئاتر کوتاه کیش ۱۳۹۸
- داور جشنواره تئاتر تجربی مختص ۱۳۹۹
- داور جشنواره تئاتر امید
- داور جشنواره هنر زنده است (بخش تئاتر)۱۳۹۹

## جوایز و افتخارات
- دریافت جایزه بهترین طراحی صحنه از جشنواره تئاتر آتشکار اصفهان برای نمایش «سردباد»
- دریافت جایزه طراحی صحنه از جشنواره تئاتر منطقه ای کرمان برای نمایش «قابیل»
- دریافت جایزه طراحی صحنه و کارگردانی از جشنواره تئاتر منطقه ای کرمان برای نمایش «قابیل»
- دریافت جایزه بهترین نمایشنامه از جشنواره تئاتر عروسکی دانشجویان برای نمایشنامه «خیمه شکسته»
- دریافت جایزه بهترین طراحی صحنه از جشنواره بین‌المللی تئاتر دانشگاهی برای نمایش «چنگار»
- دریافت جایزه کارگردانی از جشنواره تئاتر آیینی-سنتی برای نمایش «نقل شبیه خوانی زن»
- دریافت دریافت جایزه کارگردانی از جشنواره تئاتر آیینی-سنتی برای نمایش «نقل شبیه خوانی زن»
- دریافت جایزه کارگردانی از جشنواره بین‌المللی تئاتر آیینی-سنتی برای نمایش «مجلس شبیه خوانی شازده کوچولو»
- دریافت جایزه بهترین طراحی صحنه از جشنواره بین‌المللی تئاتر آیینی-سنتی برای نمایش «مجلس شبیه خوانی شازده کوچولو»
- دریافت جایزه بهترین گروه برگزیده از جشنواره بین‌المللی تئاتر آیینی-سنتی برای نمایش «مجلس شبیه خوانی شازده کوچولو»
- منتقد برگزیده سال از سوی مرکز هنرهای نمایشی ایران در روز جهانی تئاتر
- منتقد برگزیده ایران در سال۲۰۰۲به انتخاب کانون ملی منتقدان تئاتر ایران در جشن سالیانه کانون ملی منتقدان
- برگزیده به عنوان گروه برتر (گروه تئاتر دن کیشوت به سرپرستی اینجانب) سال ۱۳۸۴ به انتخاب انجمن نویسندگان و منتقدان تئاتر ایران
- دریافت لوح سپاس از سمینار بین‌المللی نمایشهای آئینی-سنتی به خاطر مقاله «کارکرد قراردادهای زمانی-مکانی در شبیه خوانی» ؛۱۳۸۶
- تقدیر شده در مراسم روز جهانی تئاتر به عنوان کارگردان برگزیده از طرف استان یزد؛ ۱۳۹۰
- دریافت جایزه مسئولیت اجتماعی هنرمند برای اجرای «متاستاز» از سوی انجمن نویسندگان و منتقدان تئاتر
- دریافت جایزه بهترین کارگردانی از بخش مسابقه بین‌الملل سی و هفتمین جشنواره بین‌المللی تئاتر فجر برای نمایش «نامبرده» ؛۱۳۹۷
- دریافت جایزه بزرگ بهترین اجرای بخش مسابقه بین‌الملل سی و هفتمین جشنواره بین‌المللی تئاتر فجر برای نمایش «نامبرده» ؛۱۳۹۷